# Siobhan Fallon Hogan
Siobhan Fallon Hogan (Siracusa, 13 de mayo de 1961) es una actriz estadounidense, reconocida por sus roles en producciones de cine y televisión como Hombres de Negro, Forrest Gump, El negociador, La Guardería de Papá y Wayward Pines.

## Carrera
Fallon nació en Siracusa, Nueva York, hija de Jane y William J. Fallon. Se graduó en Le Moyne College en 1983. Hizo su debut televisivo en un episodio de The Golden Girls en 1990. Apareció en 20 episodios en Saturday Night Live de 1991 a 1992. También apareció en tres episodios de Seinfeld como la molesta compañera de cuarto de Elaine Benes, Tina. A partir de entonces  comenzó a aparecer en largometrajes. En 2000, compartió escena con Bjork en Dancer in the Dark de Lars von Trier, como la simpática guardia de la cárcel de su personaje en el corredor de la muerte. En 2003 interpretó a la señora Yelnats en la película Holes con Sigourney Weaver y Shia LaBeouf. Apareció en New in Town, estrenada el 30 de enero de 2009, con Renée Zellweger y Harry Connick, Jr.
Entre 2015 y 2016 apareció en 16 episodios de la serie Wayward Pines. En 2017 integró el reparto de la cinta de humor Going in Style y un año después retomó su asociación con el director Lars von Trier con su participación en la película La casa de Jack.

## Filmografía
- 1981 The Unnaturals (todos los episodios)
- 1990 The Golden Girls como Abby Wolfe (TV, 1 episodio)
- 1991 Baby Talk (TV, 1 episodio)
- 1991 Babes (TV, 1 episodio)
- 1991–1992 Saturday Night Live (TV, 20 episodios)
- 1991–1994 Seinfeld (TV, en los episodios "The Deal", "The Truth" y "The Opposite")
- 1994 Only You como Leslie
- 1994 Forrest Gump como Dorothy Harris (conductora del autobús)
- 1994 The Paper como Lisa
- 1994 Greedy como Tina
- 1995 Jury Duty como Heather
- 1996 Good Money como Siobhan
- 1996 Striptease como Rita Grant
- 1997 Men in Black como Beatrice (esposa de Edgar)
- 1997 Feds (TV, 1 episodio)
- 1997 Fools Rush In como Lanie
- 1997 Nick and Jane como Julie
- 1998 The Negotiator como Maggie
- 1998 A Cool, Dry Place como Charlotte
- 1998 Krippendorf's Tribe como Lori
- 2000 Third Watch (TV, 1 episodio)
- 2000 Dancer in the Dark como Brenda
- 2000 The Photographer como Crazy lady
- 2000 Boiler Room como Michelle, supervisora de Harry
- 2000–2003 Law & Order: Special Victims Unit (TV, 2 episodios)
- 2001 Rain como barman
- 2001 What's the Worst That Could Happen? como Edwina
- 2002 Big Trouble  como un agente
- 2003 Holes como Mrs. Yelnats
- 2003 Daddy Day Care como Peggy
- 2003 Dogville como Martha
- 2004 Rescue Me como Phyllis Shea (TV, 3 episodios)
- 2005 Fever Pitch como Lana
- 2006 I'll Believe You como Larry Jean
- 2006 Charlotte's Web como Mrs. Zuckerman
- 2007 Funny Games como Betsy Thompson
- 2007 30 Rock (TV, 1 episodio)
- 2008 Baby Mama como birthing teacher
- 2009 New in Town como Blanche Gunderson
- 2010 Sonny with a Chance como Bella
- 2010 The Bounty Hunter como Teresa
- 2010 The Secret Friend como Julie
- 2010 The Whole Truth (TV, 1 episodio)
- 2010 Fred: The Movie como Hilda Figglehorn
- 2011 Fred 2: Night of the Living Fred como Hilda Figglehorn
- 2011 We Need to Talk About Kevin como Wanda
- 2011 Another Happy Day como Bonnie
- 2011 Someday This Pain Will Be Useful to You como Mrs. Beemer
- 2012 Fred: The Show como Hilda Figglehorn
- 2012 Fred 3: Camp Fred como Hilda Figglehorn
- 2015–presente Wayward Pines como Arlene Moran (16 episodios)
- 2017 Going in Style como Mitzi
- 2018 La casa de Jack
- 2023 Eileen como Sra. Murray[4]